# Гача
Гача је видео игра која имплементира гача (машина за продају играчака) механику. Слично Лутбокс механици, гача игре подстичу играче да потроше валуту у игри како би добили насумични предмет у игри. Неке валуте у игри се генерално могу добити кроз игру док се неке добијају куповином користећи прави новац.
Већина имплементатора гача модела су бесплатне мобилне игре.
Гача модел игре је почео да се широко користи почетком 2010-их, посебно у Јапану. Већина мобилних игара са највећом зарадом у Јапану га користи и постао је саставни део јапанске културе мобилних игара. Механизам игре се такође све више користи у кинеским и корејским играма, као и западњачким играма. Упркос њиховој свеприсутности, гача игре су критиковане због тога што изазивају зависност и често се упоређују са коцкањем због подстицаја да се троши новац на награде засноване на шансама.

## Модел

### Извлачење
Постоји много колекционарских ликова, карата или других предмета (детаљи ће се разликовати у зависности од природе игре). Многи од њих се могу добити само преко гача механике. При томе, играч "вуче" или "окреће" на начин аналоган слот машини или рулету . При томе троше фиксни део премијум валуте у замену за добијање насумичне награде са банера са ког извлаче. Неке награде се појављују ређе од других. Уобичајено је да шема реткости предмета буде јавна информација, названа "отворена гача". Уобичајено је да постоји ред реткости око редоследа појављивања у једном проценту извлачења. Између ове реткости и ограниченог времена доступности које прати промовисани гача добитак, играчи се подстичу да извлаче док је њихов жељени артикал доступан.

#### Систем сажаљења
Неки гача модели користе систем сажаљења: играчу ће бити загарантован лимитирани артикал након што не извуче тај артикал кроз много извлачења. "Меко" сажаљење незнатно повећава вероватноћу добијања ретког артикла при сваком извлачењу, бројећи и прерачунавајући вероватноћу док се ретки предмет не добије, док "тврдо" сажаљење користи бројач да прати број извлачења и аутоматски даје редак артикал након достизања унапред подешеног броја извлачења.

### Валута у игри
Игре могу да садрже више валута у игри са сложеним шемама за конверзију између њих.
Уобичајено је да је могуће добити чак и "премиум" (добијену правим новцем) валуту кроз игру, иако у строго ограниченим количинама.

### Виртуелна награда
Многе врсте виртуелних награда могу бити у табели вероватноће за банер. Јединице за игру као што су карте, ликови, опрема која се може опремити или апстрактнија награда као што је напредовање нивоа такође долазе у обзир.

### Пријава и награда за задатке
У многим играма, гача награде су неопходне за играче да напредују у игри. Играчима се углавном дају бесплатне или снижене 'гаће' у малим количинама по редовном распореду, у замену за пријављивање или обављање задатака у игри.

## Уобичајена механика

### Банери
Банери су "скупови" доступних артикала (ликова, оружја, карата, итд.) на којима играчи могу да "извлаче". Понуђени банери могу бити стално доступни или могу имати ограничено трајање. Игре генерално имају и једно и друго. Напорима да се играч задржи сматра се и рекламирање у игри наглашавањем ограничену доступности неких или свих ставки у банеру.

#### Ограничени банери
Понекад су ови банери ограничени, тако да се одређене награде могу добити само у одређеном временском оквиру догађаја.

### Издржљивост
Издржљивост је ресурс који је неопходан за основне радње у игри, као што је (у игри оријентисаној на борбу) почетак борбених окршаја и који га конзумирају. Временом се обнавља, често до одређеног максимума. Обично се може обновити или одмах добити кроз неки облик микротрансакција или потрошње премиум валуте.

## Варијације
| Механика                        | Опис |
| ------------------------------- | --- |
| Комплетна гача                  | コンプリートガチャ (прев. комплетна гача), такође скраћено као компу гача (コンプガチャ), био је модел монетизације видео игара за мобилне телефоне, популаран до 2012 године у Јапану. Јапанска агенција за заштиту потрошача утврдила је да је незаконит. Играчи извлаче награде у покушају да заврше комплет уобичајених награда из одређеног скупа награда како би откључали ретку награду. Првих неколико предмета у сету се може брзо набавити, али како се број недостајућих предмета смањује, постаје све мање вероватно да ће извлачењем скуп награда бити комплетиран (погледајте проблем сакупљача купона). Ово је посебно тачно ако постоји велики број уобичајених ставки у игри, јер је на крају потребна једна једина, специфична награда. |
| Кутија гача                     | Постоји скуп артикала у одређеним количинама; ово је кутија. Играч извлачи награде из кутије; извучени предмети се одбијају од преосталих износа предмета у кутији. Као резултат, током узастопних извлачења, скуп могућих извлачења се смањује све док играч не добије све награде. Његова популарност је порасла отприлике у време када је контроверза са потпуном гаћом постала јавно објављена. |
| Поновљива гача                  | Гаћа омогућава играчу да поновно извлачи гаћу, враћајући свој извучени предмет у замену за још једну прилику за извлачење, како би потенцијално добили нешто друго. Неке игре нуде ову функцију бесплатно. У играма које нуде мало бесплатних извлачења на почетку, играчи почетници могу да поновно извлаче тако што ће креирати нове налоге и радити стартна извлачења на сваком док не добију жељено извлачење. |
| Узастопна гача                  | Узастопна гача побољшава шансе за добијање ретких награда када играч троши на велико. За разлику од трошења одређеног износа за појединачна извлачења, играч може потрошити већи износ да би извлачио неколико пута заредом по мало сниженој цени. |
| Степ-ап гача                    | Шансе играча се побољшавају за свако узастопно извлачење или трошење у оквиру једне сесије или ограниченог временског периода (нпр. пет контролних тачака; мора да баца пет пута или да потроши пет пута у року од пола сата да би добио награду за корак један, два, три, четири и пет узастопно). |
| Отворена наспрам затворене гаће | Гаће које показују (отворене) наспрам гача које сакривају (затворене) тачне вероватноће извлачења ретких предмета. |
| Сугороку гача                   | Сугороку (буквално „дупло шест“) „табла за игре“ гача укључује кретање по виртуелној табли за игре да бисте добили награде. Уопштено, кретање се врши бацањем коцкица, а бацање коцкица се може директно или индиректно прикупити извлачењем. |

## Пријем
Програмери игара су похвалили гаћу као бесплатну стратегију монетизације. Већина програмера који првенствено раде на бесплатним играма препоручује да се овај механизам угради у игру почевши од концепта за максимални потенцијал монетизације.
Расправљало се шта гаћу чини толико зависна толиком броју играча. Предложени механизми укључују игру са деловањем на човеков инстинкт ловца-сакупљача за прикупљањем предмета, као и жељу за тим да колекција буде комплетна, ефективну употребу „страха од пропуштања“ или, једноставно, исте механизме који покрећу коцкање.
Механизам гача је упоређиван са колекционарским трговачким картама као и са коцкањем.

### Китови
Аспект монетизације који се обично налази у финансирању гача игре укључују модел где велики део прихода од игре долази од веома малог дела играча који троше абнормално велику количину новца на исту, у суштини субвенционишући игру за друге играче који могу да троше мање количине новца, или чак за играче који уопште не троше новац. Играчи са великом потрошњом често се колоквијално називају "китовима".